# Acronicta prufferi
Acronicta prufferi är en fjärilsart som beskrevs av Maslowscy 1923. Acronicta prufferi ingår i släktet Acronicta och familjen nattflyn. Inga underarter finns listade i Catalogue of Life.